# Watchmen (film)
Watchmen er en amerikansk superheltefilm fra 2009 instrueret af Zack Snyder og baseret på den grafiske roman af samme navn fra slutfirserne (på dansk Vogterne) af Alan Moore og Dave Gibbons.

## Medvirkende
- Malin Åkerman - Laurie Juspeczyk / Silk Spectre II
- Billy Crudup - Jon Osterman / Dr. Manhattan
- Matthew Goode - Adrian Veidt / Ozymandias
- Carla Gugino - Sally Jupiter / Silk Spectre
- Jackie Earle Haley - Walter Kovacs / Rorschach
- Jeffrey Dean Morgan - Edward Blake / The Comedian
- Patrick Wilson - Dan Dreiberg /Nite Owl II
- Matt Frewer - Edward Jacobi / Moloch the Mystic
- Stephen McHattie - Hollis Mason / Nite Owl

## Musik
Ud over filmmusikken af Tyler Bates blev følgende numre benyttet til filmens soundtrack:
| 1.  | "Desolation Row"                | My Chemical Romance         | 3:01 |
| 2.  | "Unforgettable"                 | Nat King Cole               | 3:28 |
| 3.  | "The Times They Are a-Changin'" | Bob Dylan                   | 3:14 |
| 4.  | "The Sound of Silence"          | Simon & Garfunkel           | 3:07 |
| 5.  | "Me and Bobby McGee"            | Janis Joplin                | 4:31 |
| 6.  | "I'm Your Boogie Man"           | KC and the Sunshine Band    | 4:03 |
| 7.  | "You're My Thrill"              | Billie Holiday              | 3:24 |
| 8.  | "Pruit Igoe" og "Prophecies"    | Philip Glass                | 8:37 |
| 9.  | "Hallelujah"                    | Leonard Cohen               | 4:37 |
| 10. | "All Along the Watchtower"      | The Jimi Hendrix Experience | 4:01 |
| 11. | "Valkyrieridtet"                | Budapest Symphony Orchestra | 5:22 |
| 12. | "Pirate Jenny"                  | Nina Simone                 | 6:39 |

## Ekstern henvisning
- Watchmen på Internet Movie Database (engelsk)
- Watchmen på Filmdatabasen
- Watchmen på Scope
- Watchmen i Svensk Filmdatabas (svensk)
- Watchmen på AlloCiné (fransk)
- Watchmen på MovieMeter (nederlandsk)
- Watchmen på AllMovie (engelsk)
- Watchmen hos American Film Institute (engelsk)
- Watchmens profil hos Encyclopædia Britannica Online (engelsk)
- Watchmen på Turner Classic Movies (engelsk)